# Selci Đakovački
Selci Đakovački naselje su u Osječko-baranjskoj županiji koje administratinvo pripada gradu Đakovu.

## Geografski položaj
Sjeverno od naselja leži općina Satnica Đakovačka, a na zapadu selo Kondrić. S južne je strane šuma Gaj, u narodu poznata kao Maćkovac, koja Selce dijeli od Novih Perkovaca, Dragotina i Svetoblažja. Na istoku između sela i grada Đakova prolazi autocesta E73.

## Demografija
| broj stanovnika | 774   | 782   | 720   | 1064  | 1259  | 1262  | 1311  | 1458  | 1566  | 1628  | 1703  | 1930  | 2022  | 2064  | 1985  | 1796  | 1412  |
|                 | 1857. | 1869. | 1880. | 1890. | 1900. | 1910. | 1921. | 1931. | 1948. | 1953. | 1961. | 1971. | 1981. | 1991. | 2001. | 2011. | 2021. |

## Arhitektura i znamenitosti
Izvan Selaca nalazi se jezero Mlinac. To je umjetno napravljeno akumulacijsko jezero, a ukupna mu površina iznosi 13,60 ha, dok je prosječna dubina 3 m. Jezero Mlinac vodu dobiva iz dvaju malih izvora i od oborinskih voda. Vodena površina nepravilnog je oblika zbog nekoliko zaljeva i poluotoka.

## Obrazovanje
Osnovnoškolske ustanove u Selcima Đakovačkim:
- O.Š. Đakovački Selci[4]

## Sport
Nogomet
- NK Omladinac Selci Đakovački.

## Udruge i društva
- DVD Selci Đakovački[5]
- KUD Hrvatska čitaonica
- LD Srndać
- KK Zenta

## Vanjske poveznice
- Vatrogasna Zajednica Grada Đakova  Arhivirana inačica izvorne stranice od 19. siječnja 2014. (Wayback Machine)
- OŠ Đakovački Selci  Arhivirana inačica izvorne stranice od 1. veljače 2014. (Wayback Machine)
- Demografija